# Studio Gokumi
A Studio Gokumi (Studio五組) japán animációs stúdió, amelyet a Gonzo egykori munkatársai alapítottak 2010 májusában.

## Munkáik

### Televíziós animesorozatok
- A Channel (2011)
- Szaki sorozat
  - Szaki: Acsiga-hen Episode of Side-A (2012)
  - Szaki: Zenkoku-hen (2014)
- Kono naka ni hitori, imóto ga iru! (2012)
- Oda Nobuna no jabó (2012, a Madhouse-zal koprodukcióban)
- Danszai bunri no Crime Edge (2013)
- Kin-iro Mosaic sorozat
  - Kin-iro Mosaic (2013)
  - Hello!! Kin-iro Mosaic (2015)
- Escha & Logy no Atelier: Taszogare no szora no renkindzsucusi (2014)
- Júki Júna va júsa de aru (2014)
- Lance N’ Masques (2015)
- Kókaku no Pandora (2016)
- Szeiren (2017, az AXsiZ-zal koprodukcióban)
- Curedure Children (2017)
- Júki Júna va júsa de aru: Vasio Szumi no só (2017)
- Júki Júna va júsa de aru: Júsa no só (2017–2018)
- Rámen daiszuki Koizumi-szan (2018, az AXsiZ-zal koprodukcióban)
- Todzsi No miko (2018)
- Tonari no Kjúkecuki-szan (2018, az AXsiZ-zal koprodukcióban)
- Endro! (2019)
- Maeszecu! (2020, az AXsiZ-zal koprodukcióban)[2]

### Animefilmek
- Kókaku no Pandora (2015, az AXsiZ-zal koprodukcióban)
- Júki Júna va júsa de aru: Vasio Szumi no só (2017)
- Laidbackers (2019)[3]

### OVA-k
- Koe de osigoto! (2010–2011)
- A Channel + Smile (2012)
- OVA no naka ni hitori, imóto ga iru! (2013)
- Szaki: Bijori (2015)
- Kin-iro Mosaic: Pretty Days (2017)

### Videojátékok
- Arcana Heart 3 (linkanimáció, Examu, 2010)
- Kaitó tensi Twin Angel: Toki to szekai no meikjú (kulcsanimáció, Alchemist, 2011)
- Kaitó tensi Twin Angel: Szosite sinva no otometacsi (kulcsanimáció, Alchemist, 2017)

### Light novelek
- Lance N’ Masques (szerkesztés, író: Kojaszu Hideaki, rajz: Sino, 2013–)

### Egyéb közreműködések
- Oretacsi ni cubasza va nai (gyártási segítségnyújtás (10. epizód), stúdió: Nomad, 2011)
- C3 (animációs segítségnyújtás (1. epizód), stúdió: Silver Link, 2011)
- Boku va tomodacsi ga szukunai (gyártási segítségnyújtás (7. epizód), stúdió: AIC Build, 2011)
- Amagami SS+ Plus (gyártási együttműködés (7. epizód), stúdió: AIC, 2012)
- Aquarion Evol (köztes animáció, gyártási segítségnyújtás (8. epizód), stúdió: Satelight, 2012)
- Psycho-Pass (köztes animáció, gyártási együttműködés (9. epizód), stúdió: Production I.G, 2012)
- Minami-ke: Tadaima (köztes animáció, gyártási segítségnyújtás (3. epizód), stúdió: Feel, 2013)
- Danganronpa: Kibó no gakuen to zecubó no kókószei The Animation (gyártási segítségnyújtás (10. epizód), stúdió: Studio Hibari, 2013)
- Tokyo Ravens (gyártási együttműködés (15. epizód), stúdió: 8-Bit, 2014)
- Gocsúmon va uszagi deszu ka?? (gyártási együttműködés, stúdió: Kinema Citrus, White Fox, 2015)
- Majojiga (gyártási együttműködés, stúdió: Diomedéa, 2016)
- Gjakuten szaiban: Szono „Sindzsicu”, igiari! (gyártási együttműködés, stúdió: A-1 Pictures, 2016)
- Flying Witch (gyártási együttműködés, stúdió: J.C.Staff, 2016)
- Amancsu (gyártási együttműködés, stúdió: J.C.Staff, 2016)
- Scared Rider Xechs (gyártási együttműködés, stúdió: Satelight, 2016)
- Girlish Number (gyártási együttműködés, stúdió: Satelight, 2016)
- Cardfight!! Vanguard G Next (gyártási együttműködés, stúdió: OLM, Inc., 2017)